# Selected Songs : 1994-2014
Albums de dEUS
Following Sea
(2012) How to Replace It
(2023)
Selected Songs : 1994-2014 est une compilation de morceaux du groupe de rock dEUS, sortie en novembre 2014. 

Parallèlement à la sortie de Selected Songs, le groupe annonce également la sortie d'un livre intitulé Selected Photos 1994-2014. La sortie de ce best-of est suivi de plusieurs concerts en Europe.

## Liste des pistes
Disque 1
1. Instant Street (The Ideal Crash, 1999)
2. The Architect (Vantage Point, 2008)
3. Little Arithmetics (In a Bar, Under the Sea, 1996)
4. Constant Now (Keep You Close, 2011)
5. Hotellounge (Be The Death Of Me) (Worst Case Scenario, 1994)
6. Slow (Vantage Point, 2008)
7. Roses (In a Bar, Under the Sea, 1996)
8. Via (Worst Case Scenario, 1994)
9. Quatre Mains (Following Sea, 2012)
10. Fell Off The Floor, Man (In a Bar, Under the Sea, 1996)
11. Sun Ra (Pocket Revolution, 2005)
12. Suds & Soda (Worst Case Scenario, 1994)
13. Theme From Turnpike (In a Bar, Under the Sea, 1996)
14. Ghost (Keep You Close, 2011)
15. Bad Timing (Pocket Revolution, 2005)

Disque 2
1. The Real Sugar (Pocket Revolution, 2005)
2. Nothing Really Ends (No More Loud Music, 2001)
3. Serpentine (In a Bar, Under the Sea, 1996)
4. Magic Hour (The Ideal Crash, 1999)
5. Eternal Woman (Vantage Point, 2008)
6. Right As Rain (Worst Case Scenario, 1994)
7. Include Me Out (Pocket Revolution, 2005)
8. 7 Days, 7 Weeks (Pocket Revolution, 2005)
9. Nothings (Following Sea, 2012)
10. Wake Me Up Before I Sleep (In a Bar, Under the Sea, 1996)
11. Smokers Reflect (Vantage Point, 2008)
12. Secret Hell (Worst Case Scenario, 1994)
13. Magdalena (The Ideal Crash, 1999)
14. Disappointed In The Sun (In a Bar, Under the Sea, 1996)
15. Twice (We Survive) (Keep You Close, 2011)